# NOAH ABEMA中継
NOAH ABEMA中継（ノア・アベマちゅうけい）は、ABEMAで配信しているプロレス中継番組。プロレスリング・ノアの中継番組として配信している。別名「プロレスリング・ノア中継」。
本稿では、WRESTLE UNIVERSEで配信しているプロレスリング・ノアの中継番組についても述べる。

## 概要
今までのノア中継は日テレジータスとサムライTVが、放映権を持っていたが、2020年8月の放映を持って、日テレジータスが撤退。2020年1月29日、サイバーエージェントがプロレスリング・ノアの親会社（同年9月より運営会社がCyberFightに合併）になった事により2020年1月30日後楽園ホール大会からWRESTLE UNIVERSE（同年5月まではDDT UNIVERSE）で配信を開始した。そして、2020年2月16日の後楽園ホール大会から、ABEMAでの生中継を開始した。
ABEMAが配信を担当するノア中継は主に後楽園ホールや横浜武道館、日本武道館などの主要大会をABEMA格闘チャンネルで第一試合からメインイベントまで全試合を生中継。但し、一部大会は格闘チャンネルの編成の都合上、臨時に設けられるABEMA格闘チャンネル2での配信が行われることがある。生配信終了後、ABEMAビデオやWRESTLE UNIVERSEにてアーカイブ配信される。
これに加え、WRESTLE UNIVERSEでも一部主要大会を生配信する他、ABEMAが生配信する一部主要大会を英語実況による同時生配信も行っている。

## 歴史
2020年1月29日、サイバーエージェントがプロレスリング・ノアの親会社となり、翌1月30日後楽園ホール大会からDDT UNIVERSE（現WRESTLE UNIVERSE）で配信を開始。この大会では実況解説の音声なしで生配信を行った。
翌2月16日の後楽園ホール大会から、ABEMAでの生中継を開始。対戦カード発表やテロップなどの演出は『DDT LIVE! マジ卍』などのDDTプロレスリングのABEMA中継と同じ演出をアレンジする形で踏襲。全試合の実況を塩野潤二、解説を丸藤正道が担当した。
3月から7月までは新型コロナウイルス蔓延による緊急事態宣言が発令されたことなどに伴い、3月29日の後楽園ホール大会は無観客試合を実施し、DDT UNIVERSEがサムライTVと同時配信。4月5日の「GLOBAL TAG LEAGUE 2020～episode1～」から7月12日の「NOAH "NEW HOPE" Day4」までの期間中の無観客試合は「ノアTVマッチ」と題して、ABEMAやWRESTLE UNIVERSEで配信された。7月18日の後楽園ホール大会で有観客興行が再開された以降も、不定期にABEMAやWRESTLE UNIVERSEでノアTVマッチを行うことがある。
2020年8月をもって、日テレジータスがノア中継から撤退。以降はABEMAやWRESTLE UNIVERSEが中継する形に移行した。
12月29日の第2回杉浦軍興行ではABEMA PPVを利用した初のPPV配信を実施。翌2021年2月12日の日本武道館大会でも、全9試合のうち前半4試合のみPPV独占配信が行われた（後半5試合からはABEMA格闘チャンネルからでも無料生配信）。
2025年以降は原則隔週木曜日にそれまでの内容を振り返り、展望を解説する『NOAH TIME LIVE』の配信をABEMAおよびWRESTLE UNIVERSEで行っている。

## 出演者
※一部の出演者は、日テレジータスの中継を踏襲している。

### 実況
- 塩野潤二（NOAH ABEMA生中継や、一部の大会等を担当。）
- 市川勝也（WRESTLE UNIVERSE、稀に、ABEMA中継担当）
- 村田晴郎
- 藤沢俊一郎

### 解説
- 井上光（週刊プロレスNOAH担当記者及びNOAH ABEMA後楽園大会や、WRESTLE UNIVERSEで放送される一部の大会を担当）

※以下は、井上記者が、ビッグマッチ等の取材の為の代理解説者。
- 金澤克彦（元週刊ゴング記者、2021年2月12日にPPV解説者として。2021年7月11日）
- 堀江ガンツ（プロレスライター、2021年10月10日、2021年10月29日、2021年12月5日）
- 小佐野景浩 (2022年4月3日)

### ゲスト解説
- 齋藤彰俊（引退後は毎回出演）
- 小川良成
- 清宮海斗
- 丸藤正道
- 武藤敬司
- モハメド・ヨネ

### ゲスト
- 山田邦子（NOAH ABEMA中継では準レギュラーであり、最多出演である。）
- 松井珠理奈
- ビビる大木
- 神奈月
- ファンキー加藤（2022年元日大会では、テーマ曲を担当。）
- 宮澤聡（ジグザグジギー）
- イジリー岡田
- まつきりな
- 光宗薫
- 村山優香

### スペシャルゲスト
- ウルフアロン (2022年1月1日武道館大会のみ)
- 獣神サンダー・ライガー (2022年4月29日/2022年7月16日のみ)

## 過去の出演者
- ケンドーコバヤシ (2020年11月22日、2021年11月28日)
- 天龍源一郎
- 田上明
- 小橋建太（2020年12月6日/2月12日の武道館大会のPPV解説のみ）
- ブル中野（2021年6月26日のみ）

## 関連
- NOAH “NEW HOPE”　コロナ禍中の特別番組。